# Saltator à bec épais
Espèce
Statut de conservation UICN

 LC  : Préoccupation mineure
Le Saltator à bec épais (Saltator maxillosus) est une espèce d'oiseaux de la famille des Thraupidae.

## Description
Cet oiseau mesure environ 21 cm de longueur pour une masse de 48 à 54 g.

## Répartition
Cette espèce vit en Argentine et au Brésil.

## Habitat
Cet oiseau peuple les forêts humides de plaine et de montagne mais aussi les forêts dégradées.

## Systématique
Cette espèce est monotypique.